# Sergei Bortkiewicz
Sergei Bortkiewicz (polsky Siergiej Bortkiewicz, ukrajinsky Сергій Едуардович Борткевич, rusky Сергей Эдуардович Борткевич; 28. února 1877, Charkov, Ruské impérium, dnes Ukrajina – 25. října 1952, Vídeň, Rakousko) byl rakouský klavírista, hudební pedagog a hudební skladatel polského původu. 
Narodil se v rodině polských šlechticů usazených na Ukrajině, tehdy součásti Ruské říše. Studoval v Petrohradě a Lipsku, v letech 1904 až 1914 žil v Berlíně a podnikal koncertní turné po Evropě. Po vypuknutí první světové války se vrátil do Ruska. Před bolševiky utekl roku 1920 do Istanbulu a roku 1922 přesídlil do Vídně, kde se usadil a později získal rakouské občanství. 
Bortkiewiczovy skladby pokračují v romantické tradici. Kromě velkého množství klavírních děl napsal jednu operu, dvě symfonie a řadu dalších orchestrálních skladeb.